# Східноафганські гірські хвойні ліси
Східноафганські гірські хвойні ліси — екорегіон охоплює низку непоєднаних хвойних лісів уздовж кордону між Афганістаном та Пакистаном на висотах 2000 — 3400 м над рівнем моря. 
В екорегіоні зустрічається Capra falconeri chiltanensis — національна тварина Пакистану. 
Ліси екорегіону були сильно проріджені на деревину.

## Розташування та опис

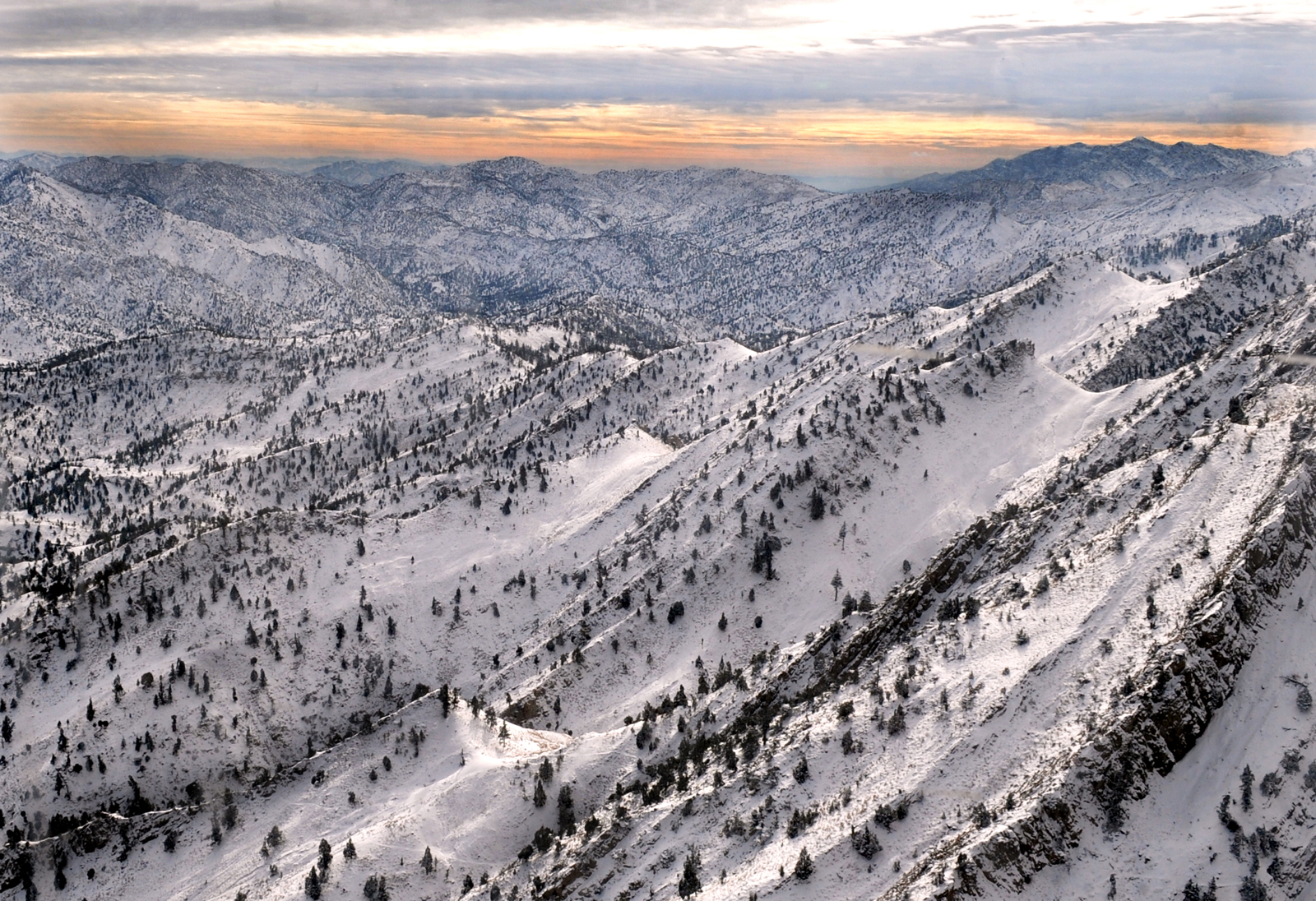
Захід сонця над горами взимку у провінції Пактія

Найпівнічніший сектор — найменший, розташований на південному краю гір Гіндукуш, у провінції Нуристан приблизно за 60 км на північ від Джелалабада. 
Цей субрегіон обмежений на півночі та півдні екорегіоном альпійських луків Гіндукушу, а на заході та сході — Белуджистанські склерофітні рідколісся. 
 
Середній сектор зосереджений в провінції Пактія, на південь від Кабула. Він охоплює гори на схід від долини Гардез. 
Південний сектор екорегіону розташовується в горах над Кветтою і Кучлаком у Пакистані.

Ґрунт у північній частині — гравій і органічна речовина на глиняному субстраті. На півдні підмурівком є вапняк.

## Клімат
Клімат екорегіону — вологий континентальний клімат з теплим літом (за класифікацією клімату Кеппена (Dfb)). 
Цей клімат характеризується великими сезонними перепадами температур і теплим літом (принаймні чотири місяці з середньою температурою понад 10 °C, але жодного місяця з середньою температурою вище 22 °C.
 
Середнє кількість опадів в екорегіоні 200-400 мм/рік

## Флора і фауна
Лише близько 40% екорегіону вкриті рослинністю, як правило, чагарниками, трав’янистим покривом і відкритими лісами. 
Тип лісу здебільшого визначається висотними поясами. 
На висоті 2100-2500 м ліс сухіший, серед флори варто відзначити: Pinus gerardiana, Quercus baloot, Fagaceae, Cedrus, Indigofera gerardiana та Sambucus ebulus.
На висоті 2500-3100 метрів випадають дощі з мусонів, і серед хвойних дерев зустрічається більше листяних дерев, тут зустрічається: Picea smithiana, Pinus wallichiana, Quercus semecarpifolia та Cedrus deodara. Вище 3100 метрів ліс переходить у ялівець (Juniperus seravschanica).

Озера північних секторів містять велику кількість перелітних і гніздуючих птахів: Gallinula, Podiceps nigricollis тощо.

## Заповідні території
Близько 8% екорегіону офіційно охороняється. :
- Національний парк Хазарганджі-Чилтан[en]
- Національний парк провінції Нурістан